# Scotty Moore
(Keith Richards, The Rolling Stones)
Winfield Scott "Scotty" Moore III (Gadsden, 27 dicembre 1931 – Nashville, 28 giugno 2016) è stato un chitarrista statunitense rock and roll, blues e rockabilly noto principalmente per aver affiancato Elvis Presley nella prima parte della carriera fino al 1968.
Il suo innovativo stile chitarristico ha costituito un modello fondamentale per lo sviluppo del rock and roll classico e del rock moderno in generale. Il mensile Rolling Stone lo ha inserito al 29º posto nella sua classifica dei 100 migliori chitarristi di sempre.

## Biografia
Scotty, il più piccolo di quattro fratelli, iniziò a suonare la chitarra all'età di otto anni grazie agli stimoli di suoi amici e familiari. Nel 1948, nonostante avesse ancora 16 anni, venne arruolato nella Marina Militare degli Stati Uniti e mandato in Cina ed in Corea, di stanza sulle portaerei LST-855 e USS Valley Forge. Ottenuto il congedo nel 1952 poté dedicarsi interamente alla sua passione per la chitarra.
Forte delle sue radici blues, jazz e country, nel 1954 Scotty si trasferì a Memphis per motivi di lavoro e fondò assieme al bassista Bill Black un gruppo country, gli Starlite Wranglers, che gli permise di venire a contatto con la scena locale. Iniziò una collaborazione con Sam Phillips, produttore discografico del Sun Studio.
Nel luglio di quell'anno venne incaricato dell'audizione di un giovane cantante senza nessuna esperienza che era stato consigliato a Phillips dalla sua segretaria, Marion Keisker. Il suo nome era Elvis Presley. Il prodotto di quella audizione fa oggi parte delle leggendarie Sun Sessions: tra i vari brani registrati in quel giorno di luglio, quello più importante fu una rilettura di That's All Right, Mama di Arthur Crudup, ancora oggi ritenuta uno dei primi brani rock and roll fissati su nastro.
Elvis, Bill Black e Scotty Moore formarono così il trio chiamato Blue Moon Boys, divenuto poi quartetto per l'aggiunta del batterista D. J. Fontana. A partire da quel luglio 1954 i Blue Moon Boys iniziarono ad esibirsi ed a registrare materiale lungo tutto il sud degli Stati Uniti: l'ascesa di Elvis si rivelò ben presto inarrestabile ed il gruppo iniziò ad esibirsi in vere e proprie tournée in lungo ed in largo negli Stati Uniti e partecipò a diverse esibizioni televisive di Elvis ed anche ad alcuni dei suoi film.
Il sodalizio artistico con Elvis durò ben 14 anni, durante i quali Moore suonò nel ruolo di chitarrista solista in tutte le sue registrazioni più celebri, incluse Good Rockin' Tonight, Baby Let's Play House, Heartbreak Hotel, Mystery Train, Hound Dog, Too Much e Jailhouse Rock, affiancato dal trio vocale The Jordanaires.
Nel 1964 Scotty pubblicò un album di brani strumentali intitolato The Guitar That Changed the World ed elesse Nashville come sua nuova sede. A Nashville, insediò uno studio di registrazione sulla 19th Avenue, il Music City Recorders, ed una personale etichetta discografica, la Belle Meade Records. Il Music City Recorders verrà ceduto nel 1973 per intraprendere l'attività autonoma di ingegnere fonico, in maniera pressoché esclusiva per i Monument Studios: nel 1976 acquistò lo stabile dove tali studios avevano sede per avviarvi un'attività di duplicazione nastri, la Independent Producer Corporation.
L'ultima collaborazione con Elvis risale al 1968 ed ebbe luogo in occasione di uno speciale televisivo per la rete NBC intitolato Elvis Presley's '68 Comeback Special.
La sua attività musicale sulla scena non è comunque cessata, sebbene si alterni a quella di fonico: tra il 1970 ed il 2003 Scotty Moore ha collezionato una cospicua serie di collaborazioni e partecipazioni con artisti come Jerry Lee Lewis, Johnny Cash, Dolly Parton, Perry Como, Paul McCartney, Ringo Starr (in veste di ingegnere fonico per il suo disco Beaucoup Of Blues del 1970), Carl Perkins ed Alvin Lee.
Nell'agosto del 2005 Scotty ha intrapreso un breve tour tra Norvegia e Regno Unito e nel 2007 ha prodotto due cd di collaborazioni intitolati The Mighty Handful, voll.1 e 2.
Ha diviso il suo tempo tra la sua attività di ingegnere e produttore ed esibizioni periodiche con vari artisti, tra cui Ronnie McDowell, Lee Rocker ed il Mike Eldred Trio.
Scotty Moore è comunemente ritenuto un vero e proprio pioniere della chitarra solista per quanto riguarda il suo utilizzo nei gruppi rock; la sua presenza non eccessivamente scenica, dovuta al suo carattere introverso, è sempre stata adeguatamente compensata dal suo pirotecnico stile chitarristico. Buona parte del ruolo chiave che questo strumento ricoprirà nei gruppi che sarebbero venuti è dovuto a lui: mentre molti leggendari chitarristi rock come Chuck Berry o blues come B.B. King usavano abitualmente ricoprire il ruolo di cantante oltre che di chitarra solista, nei Blue Moon Boys Scotty ricoprì unicamente il ruolo di solista, non sovrapponendosi mai ad Elvis per quanto riguardava la voce o la chitarra ritmica.

## Strumentazione
La chitarra con la quale iniziò la sua collaborazione con Elvis fu la Gibson ES-295, prima di utilizzare una Gibson L5 e successivamente il modello Super 400, anch'essa di produzione Gibson così come le chitarre acustiche da lui utilizzate, le J200. Fanno eccezione due modelli di marca Martin, il D-18 ed il D-28.
Il 29 luglio 1999 la Gibson Guitar Corporation ha avviato la produzione del modello ES-295 Scotty Moore Signature in serie limitata.

## Riconoscimenti
- 1997 - Introdotto nella Guitar center's Rockwalk[7].
- 2000 - Il 6 marzo viene introdotto nella Rock And Roll Hall Of Fame da Jerry Leiber e Mike Stoller[8].
- 2002 - Il 27 febbraio viene insignito del Gibson Lifetime Achievement Award[9].
- 2004 - In aprile viene insignito dagli organizzatori della rassegna dei Grammy Award del Memphis Music Heroes Award assieme agli altri membri dei Blue Moon Boys, Bill Black e D.J. Fontana[10].
- 2007 - Il 26 novembre viene introdotto nella Musician Hall Of Fame and Museum in qualità di membro dei Blue Moon Boys[11].

## Discografia

### Album da solista
- 1964 - The Guitar That Changed the World!
- 1977 - What's Left
- 1997 - All the King's Men